# Андрей Малчев
Андрей Петров Малчев е български шахматист и шахматен съдия.

## Биография
Роден е в Русе на 21 януари 1915 година. Учи в Американския колеж в Самоков, а след това в Симеоново, но поради липса на средства напуска колежа и завършва I мъжка гимназия в София. Записва право в Белградския университет, но след първия семестър продължава образованието си в Юридическия факултет в Софийски университет. По това време се увлича от спорта – обича да плува, да кара ски и да играе шах. Постепенно шахматът заема доминираща роля в живота му.
През 1933 г. във Варна се провежда първото Държавно първенство по шахмат. А. Малчев е сред 8-те участници. Представянето му е катастрофално. Той губи всичките си партии и остава последен. Това не го отчайва, а го стимулира за по-активно занимание с изучаване теорията на играта. През ноември 1934 г. в София се създава Студентския шахматен клуб. Малчев е един от неговите учредители. На следващата година играе в първото студентско първенство и разделя 2 – 3 място със 7 т. от 9 (победител е Ал. Кипров). Това класиране му дава правото да играе на финала на IV държавно първенство в София през 1936 г. Този път младият юрист се представя много добре, като в крайното класиране заема 3-то място (след четирикратния шампион на страната Г. Гешев и новоизгряващата звезда Ол. Нейкирх.) с 8,5 т. от 12 [+8=1 – 3]. На това първенство Малчев вече загатва за своя оригинален и самобитен стил на игра – предпочита сложната борба, стреми се към завладяване на инициативата и се бори за победата докрай. Не само спечеления бронзов медал, но преди всичко играта му отреждат място в състава на първия национален отбор, който през август същата година прави своя дебют на международната сцена, на Турнира на нациите в Мюнхен.
През тази 1936 г. още едно важно събитие оказва сериозно влияние върху бъдещото развитие на младия шахматист. В София гостува един от най-големите шахматисти за всички времена Александър Алехин, който на 13 април дава сеанс на едновременна игра в Градското казино срещу 40 от най-добрите български шахматисти. Сред тези, които са удостоени с честта да седнат срещу великия маестро, е и Андрей Малчев. Той се представя много добре, като успява да спечели партията си. Резултатът на Алехин от този сеанс е: +26=10 – 4.
Следващите години шахматната му дейност остава на по-заден план, като силите му са насочени изцяло към юридическата практика. До 1942 г. Малчев участва още три пъти на финалите, като най-добре се представя през 1942 г. – 4-то място с 8,5 т. от 14. В цялата си състезателна кариера Андрей Малчев играе 10 пъти в първенствата на България. Най-доброто му представяне е през 1945 г. В това първенство участват 22 шахматисти, сред които и двама югославски майстори. Светозар Глигорич – бъдещ претендент за световната корона, многократен шампион на Югославия, заема първото място. Непосредствено след него се класират Александър Цветков и Андрей Малчев. Тъй като югославските шахматисти участват извън класирането, между Цветков и Малчев се играе мач за определяне шампиона на страната, който завършва с победа на Цветков.
През 1953 г. Андрей Малчев е назначен за главен редактор на списание „Шахматна мисъл“ и на тази длъжност остава до пенсионирането си през 1982 г. През тези години той се изяви като много добър журналист – разнообрази се съдържанието на списанието, повиши се качеството на публикуваните материали, тиража достигна до 8 хиляди, като над 5 хил. се разпространяваха в чужбина. В редакционния колектив той успя да събере едни от най-добрите български шахматисти. Списанието изигра решаваща роля за популяризиране на шахмата в страната. Благодарение на него любителите на шахмата бяха своевременно информирани за всичко случващо се в шахматния свят.
Като главен редактор на списание „Шахматен мисъл“ Андрей Малчев беше избран за член на Бюрото на Българската федерация по шахмат и участва активно в организирането на шахматните прояви в страната. От 1971 г. до 1986 г. той е представител на България в Международната федерация по шахмат, от 1974 г. е член на Квалификационната комисия, а от 1978 г. – член на Централния комитет на ФИДЕ. В Международната шахматна федерация Малчев разкри в най-пълна степен своя организационен талант. Като член на квалификационната комисия положи огромни усилия за внедряването на системата ЕЛО – индивидуалните коефициенти на шахматистите, която изигра съществено значения за шахматния бум в света в края на 20 век. Работата във ФИДЕ му даде възможност да установи близки и непосредствени контакти с много шахматни деятели от всички краища на света, издигна неговия авторитет. През 1978 г. той бе избран за член на Апелативното жури на мача за световната титла в Багио (Филипините) между Карпов и Корчной, а през 1985 г. бе и един от двамата главни съдии (заедно с В. Микенас) на втория мач за световната титла между Карпов и Каспаров в Москва. Това е най-голямото признание, което е получил български шахматен съдия досега.
Много години от своя живот Андрей Малчев работи върху един оригинален двутомник, посветен на „Испанска партия“. В него той успя да събере и подредени тематично над 5000 от най-добрите партии играни в този дебют до началото на 80-те години. Книгата е издадена на български и руски език, и се радваше на голяма популярност. Автор е и на книгата „Как да се защитаваме“ от поредицата „Библиотека на шахматиста“.
Андрей Малчев беше главен редактор на бюлетина, издаван по време на XV шахматна олимпиада във Варна през 1962 г. Това бе един огромен труд, в който се печатаха всички играни предишния ден.
Под перото на Малчев излязоха редица прекрасни шахматни статии. В продължение на много броеве в списание „Шахматна мисъл“ той публикува своя дневник за мача в Багио. Благодарение на него българските (а и не само те) любители на шахмата се запознаха както със самите шахматни партии, така също и с всичко случило се преди, по време и след мача. Информацията не само че беше много интересна и автентична, но беше поднесена по един оригинален и интересен начин.

## Семейство
Син е на Мария Малчева (1893 – 1985) и Петър Малчев (1884 – 1929) – електроинженер в Русе, на когото се дължи електрификацията на Разград, Кубрат, Свищов, Горна Оряховица, Плевен и др. Има по-малка сестра Ветка Малчева (1921 – 2016) и по-малък брат Тодор Малчев (1917 – 1918), починал от болест още като бебе. Внук е на български офицер и адютант на губернатор Александър Богориди – Наум Никушев.
Женен е за Възкресия Малчева (1920 – 1988), с която имат син – Емил Малчев (1946 – 1999). Андрей Малчев умира в София на 5 юли 1994 г. след продължително боледуване.

## Шахматни олимпиади
| Година           | Организатор | Отбор    | Класиране (отборно) | Дъска         |
| 1936 неофициална | Мюнхен      | България | 21                  | Първа резерва |

Най-доброто му класиране на първенството на България по шахмат е 2-рото място през 1945 г. Участва в неофициалната шахматна олимпиада в Мюнхен през 1936 г., където изиграва 8 партии (2 победи, 2 равенства, 4 загуби).
През 1985 г. е главен съдия на мача между Анатоли Карпов и Гари Каспаров за титлата „световен шампион по шахмат“.